# تشارلي بوت
تشارلي بوت (بالإنجليزية: Charlie Butt) هو مدرب تجديف أمريكي، ولد في 1919، وتوفي في 1992.